# Velika simbolička loža Hrvatske
Velika simbolička loža Hrvatske, skraćeno VSLH, je liberalna i adogmatska te mješovita slobodnozidarska velika loža u Hrvatskoj.

## Povijest
Velika simbolička loža Hrvatske osnovana je u travnju 2018. godine u Rijeci, od strane članova koji su prethodno napustili Veliku nacionalnu ložu Hrvatske. Uz Rijeku, uspostavljene su masonske lože i u Zagrebu te Osijeku.

## Ustroj
Sjedište Velike simboličke lože Hrvatske je u Rijeci.
Do listopada 2024. godine nije zabilježeno da je ova organizacija pod navedenim imenom registrirana kao neprofitna nevladina udruga kao što je slučaj s nekim drugim velikim ložama u Hrvatskoj.

### Lože
Pod okriljem ove velike lože nalaze se lože koje rade u Rijeci, Zagrebu, Splitu i Osijeku.
- Loža "Sirius", Rijeka – nosi naziv po riječkoj loži utemeljenoj 1901. godine.[2][6]
- Loža nepoznatog naziva u Zagrebu
- Loža nepoznatog naziva u Splitu
- Loža nepoznatog naziva u Osijeku
- Loža "Delta" – istraživačka loža nosi naziv po četvrtom slovu grčkog alfabeta, Delta.

### Uprava
Velikom simboličkom ložom Hrvatske upravlja veliki majstor koji se bira na trogodišnje razdoblje.
- Darko J. (oko 2020.)[7]

### Međunarodna suradnja
Velika simbolička loža Hrvatske ima potpisane povelje o prijateljstvu i međusobnom priznavanju s 49 drugih velikih loža.
Ova velika loža potpisala je povelje o prijateljstvu i priznavanju s Velikom općom mješovitom ložom iz Francuske, Velikom ložom starih i prihvaćenih slobodnih zidara u Bugarskoj, Velikom suverenom mješovitom ložom (2016.) iz Francuske, Velikom majčinskom ložom "CAMEA" (2018) iz Italije, Velikom ložom Cochabamba Bolivija "Funlomasbo" (2018.), Velikom liberalnom ložom Italije (2019.), Velikim orijentom Slovenije (2020.), Talijanskim tradicionalnim masonskim redom, Velikom ženskom ložom Argentine (2021.), Velikom ujedinjenom libanonskom ložom i Velikom francuskom ložom za Misraim.

### Obred
Primarni obred Velike simboličke lože Hrvatske je Drevni i prihvaćeni škotski obred. Velika loža upravlja simboličkim stupnjevima plave lože (učenik, pomoćnik i majstor) i delegira upravljanje visokim stupnjevima na dodatna tijela i redove.

## Pridružena tijela i redovi
Upravljanje visokim stupnjevima Velika simbolička loža Hrvatske provodi kroz pridružena tijela i redove od kojih svaki predstavlja jedan obred a na temelju potpisanih konkordata.
- Vrhovni savjet Hrvatske 33. i posljednjeg stupnja Drevnog i prihvaćenog škotskog obreda – nadležan za rad Drevnog i prihvaćenog škotskog obreda.

Vrhovni savjet Hrvatske je uspostavljen 15. travnja 2019. godine.

## Vanjske poveznice
- Službena stranica
- VSLH na Amenkamen.com
- Stranica na Facebooku